# カワラバト
カワラバト（河原鳩、学名: Columba livia）は、ハト科カワラバト属に属する鳥類の一種である。本来ヨーロッパ、中央アジア、北アフリカなどの乾燥地帯に生息する鳥だったが、人に馴れやすいため家禽化され、食用や伝令用として利用されたほか、愛玩用の品種も多数作られた。カワラバトは日本ではかつて狩猟対象だったが、伝書鳩を撃ってしまう危険性がある等の理由から、本種はその対象から外された経緯がある（飼鳥を射殺すると動物愛護法に触れる）。なお、日本でカワラバトの次によく見かけるキジバトは現在でも狩猟対象である。
飼育管理されたものをイエバト、イエバトが野生化したものをドバトと呼ぶ場合があるが、いずれも種としては同一である。

## 「カワラバト」と「ドバト」
当該の鳥を指し示す言葉として、室町時代から「たうばと（塔鳩）」、これに加え、安土桃山時代には「だうばと（堂鳩）」が使われている。「ドバト（土鳩）」という語が登場するのは江戸時代である。日本語のカワラバト・家鳩・塔鳩・堂鳩・土鳩・ドバトという言葉の間の線引きは曖昧である。「ドバト害防除に関する基礎的研究」（山階鳥類研究所）は、 広義の「ドバト」はカワラバト(Columba livia var domestica) の飼養品種の総称であるとしている。また、「家禽化された」カワラバトのうち「再野生化」した個体 (feral pigeon) を狭義のドバトとする場合もある。なお、『日本鳥類目録 改訂第7版』での表記は「カワラバト（ドバト）」である。
本項では原則として呼称をカワラバトに統一する。

## 形態・生態
全長は30 - 35 cm。

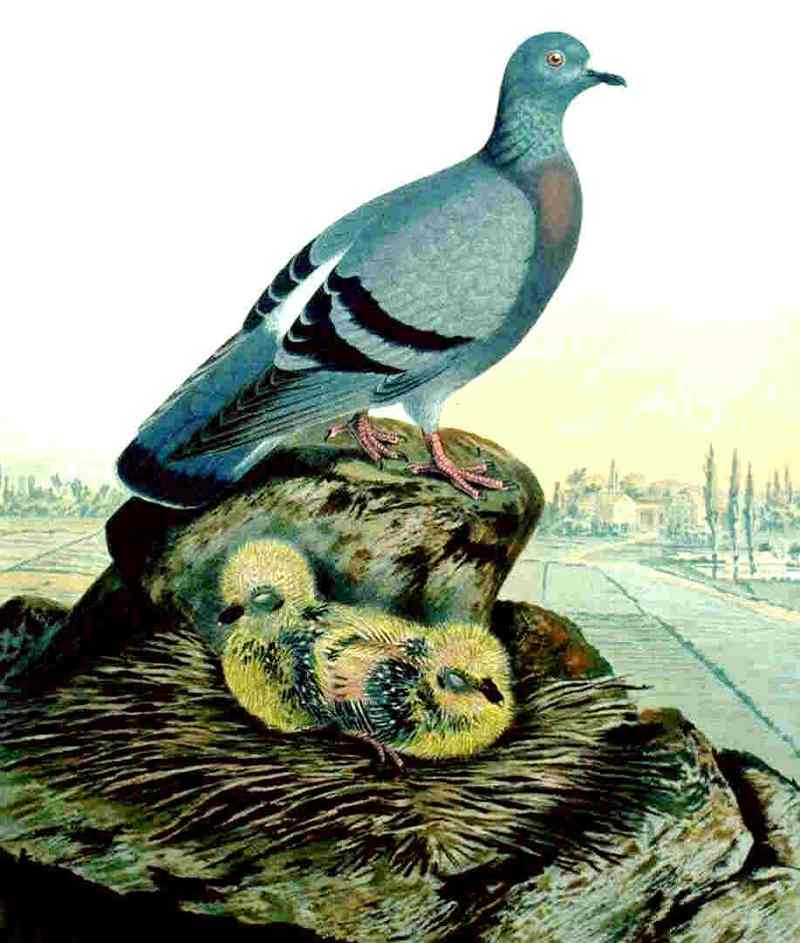
カワラバトのスケッチ

首は短く胸が俗に言う鳩胸のごとく盛り上がっている。「クックー」「ゴロッポ、ゴロッポ」「ウーウー」等鳴く。主翼10枚副翼10枚尾翼12枚が基本。換羽期は6-10月で、主翼と尾翼は全て、副翼は毎年一枚が翼端へ向かって、一枚ずつ順番に抜け替わる。このため、年齢は副翼を見ると推定できる。羽色は栗・栗ゴマ・灰・灰ゴマ・黒・黒ゴマ・白・白黒・モザイク・グリズル・バイオレット・ブラチナ・赤・緑・黄色・橙など多彩である。栗二引きと呼ばれる色彩パターンがカワラバトの祖先の一般的な羽装であると考えられている。また、首周辺の羽に構造色を持ち、角度により緑あるいは紫に変わるように見える。一方、キジバトは羽のウロコ模様が特徴的であり、本種との識別は容易である。
基本的に雑食性で草食性傾向であるが、昆虫、人が与えたパン菓子なども食べることがある。
ハトの仲間は鳥にしては珍しく、水に嘴を差してそのまま吸い上げて飲むことができる。
通常2個の卵を産む。孵化までは16 - 20日で、育雛期間は28 - 35日程度。他の鳩類と同じく親鳥は蛋白質に富んだピジョンミルクと呼ばれるミルク状の乳を口移しに雛に与える。親鳥は育雛をしている最中に次の産卵をすることもあり、時に育雛と抱卵を同時期に行う。このため年間5、6回の繁殖が可能である。この繁殖能力の高さと、天敵である猛禽類の減少が個体数増加の原因となっていた。しかし近年では、ワシントン条約による絶滅危惧種として厚く保護された猛禽類が都市部でも目撃されるようになり、カワラバトを含め野鳥を捕食することが都内競翔家から報告されている。因果関係が完全に証明された訳ではないが、猛禽類は黒いカラスを襲わないため、カワラバトも黒い個体が多く生き残った結果この淘汰圧力が都心の鳩の黒化現象の原因ではないかと述べる関係者もいる。野生種のカワラバトは本来、岸壁の割れ目などの高い場所に営巣していた鳥なのでその習性から市街地においてはマンション等の人工建造物が営巣場所となることもあり、糞害が問題になることがある。

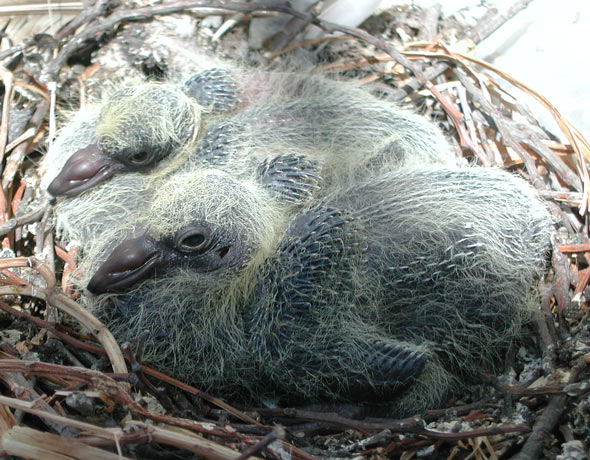
雛
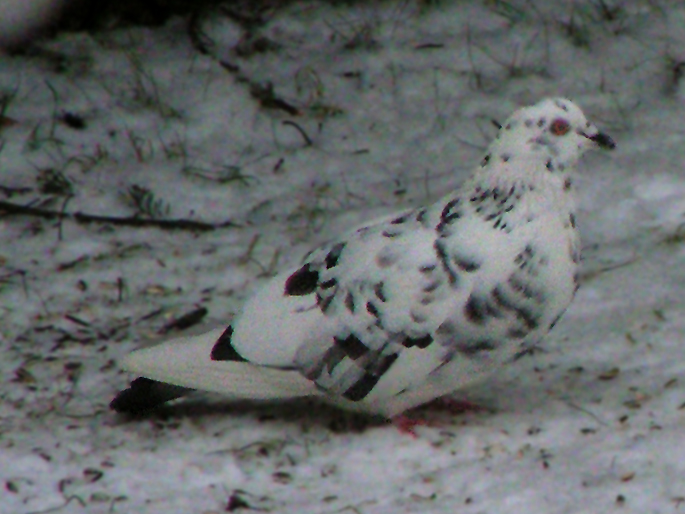
色変わり
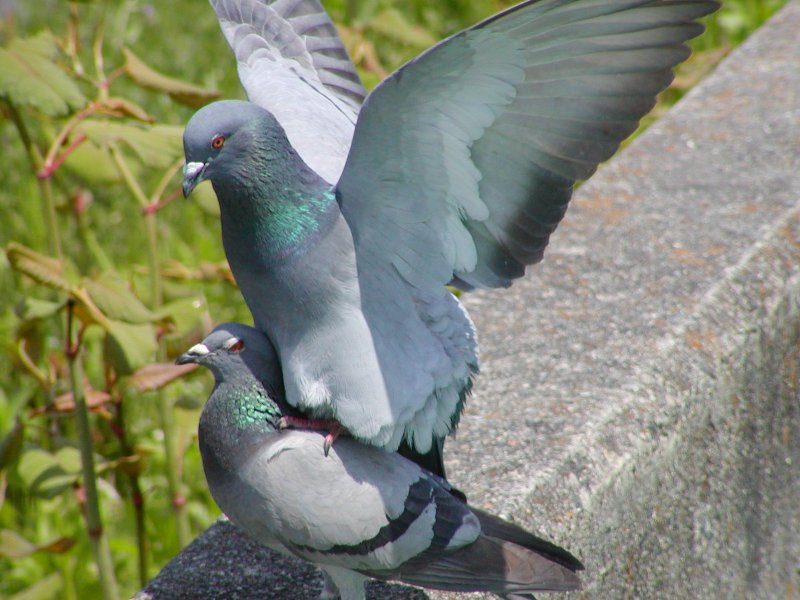
交尾
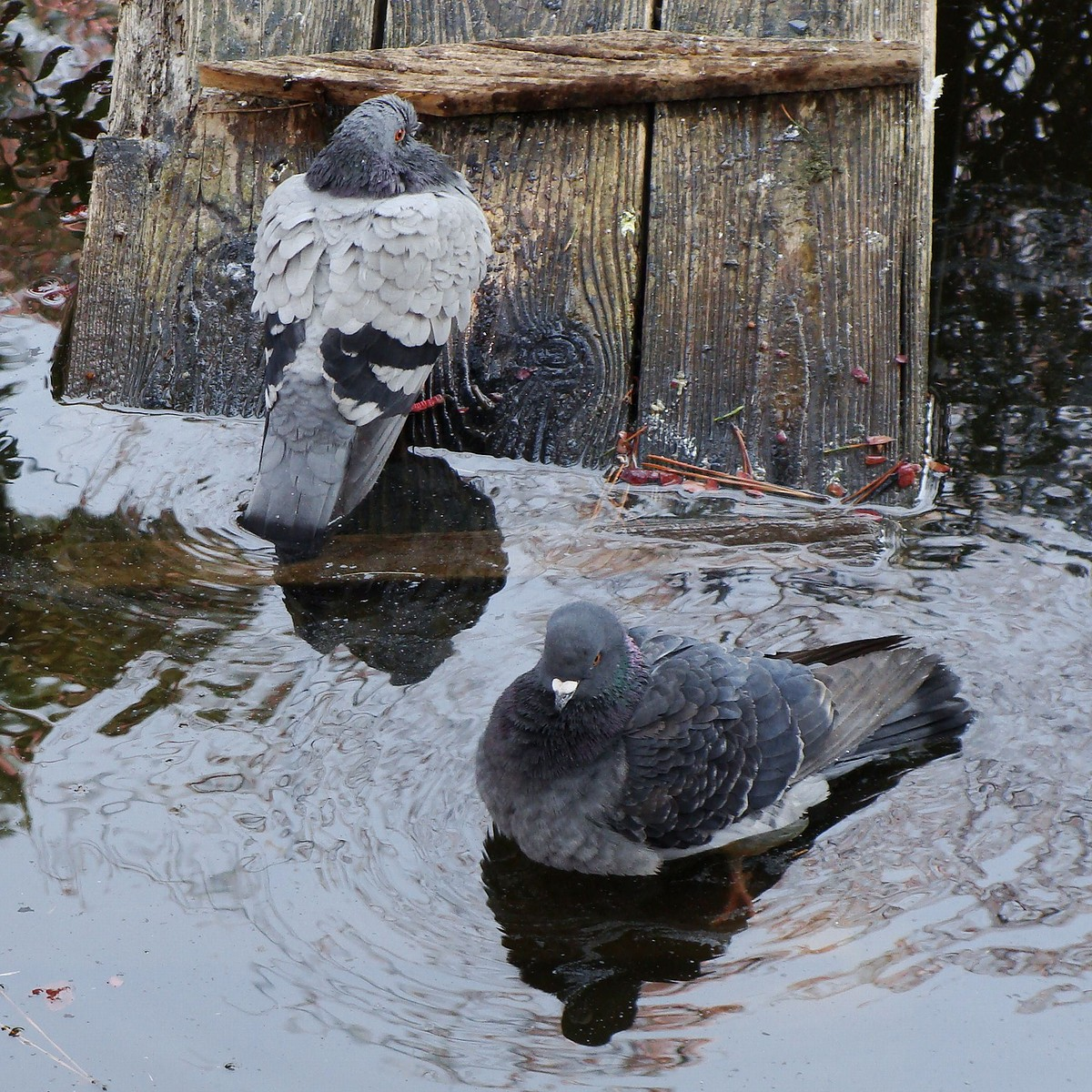
水浴び
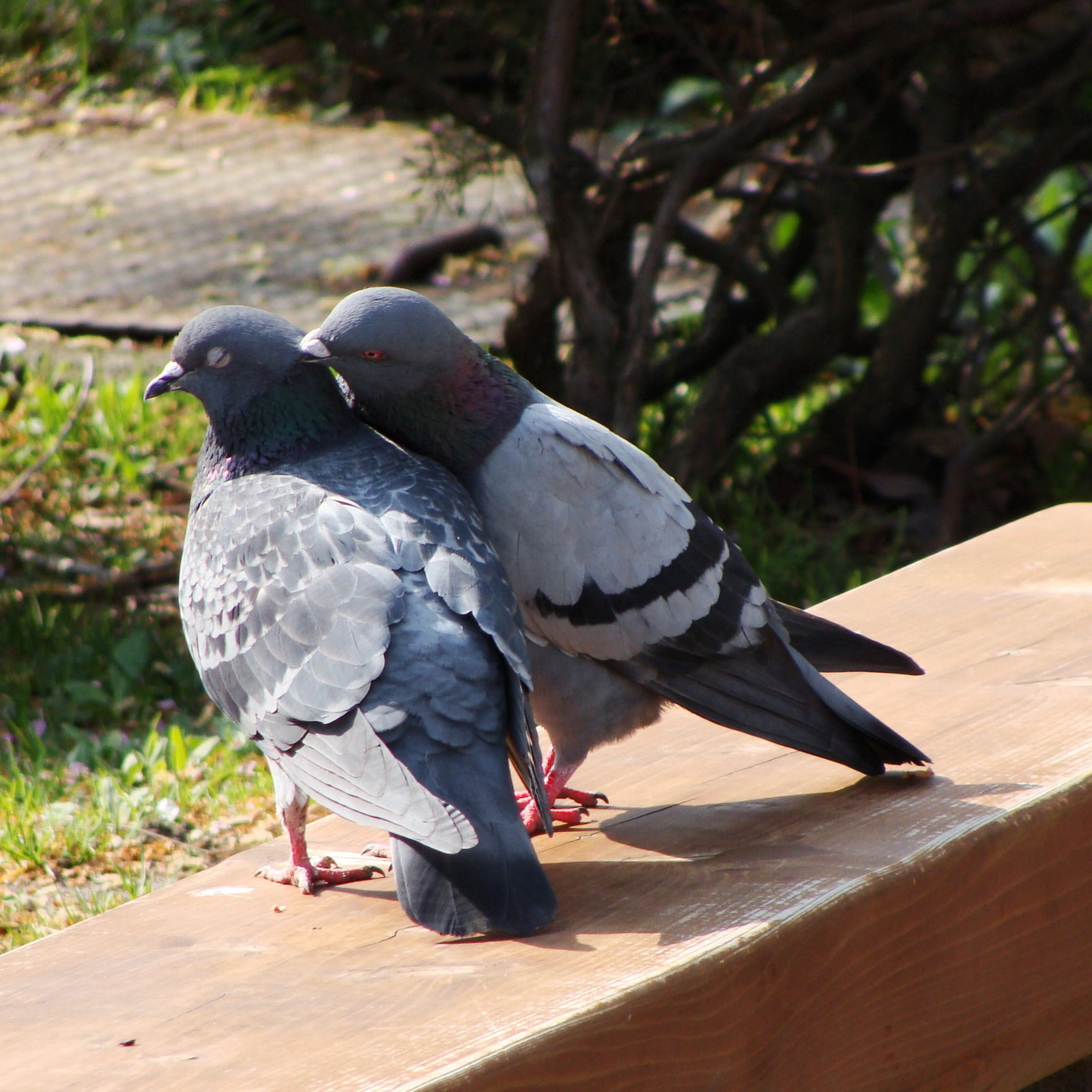
羽繕い
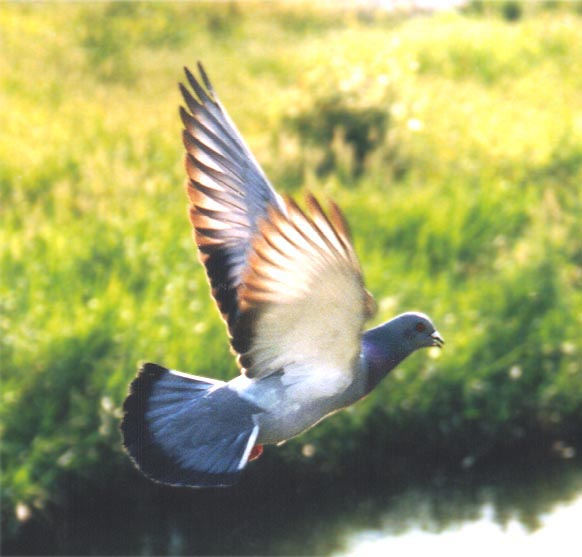
飛翔中（横）
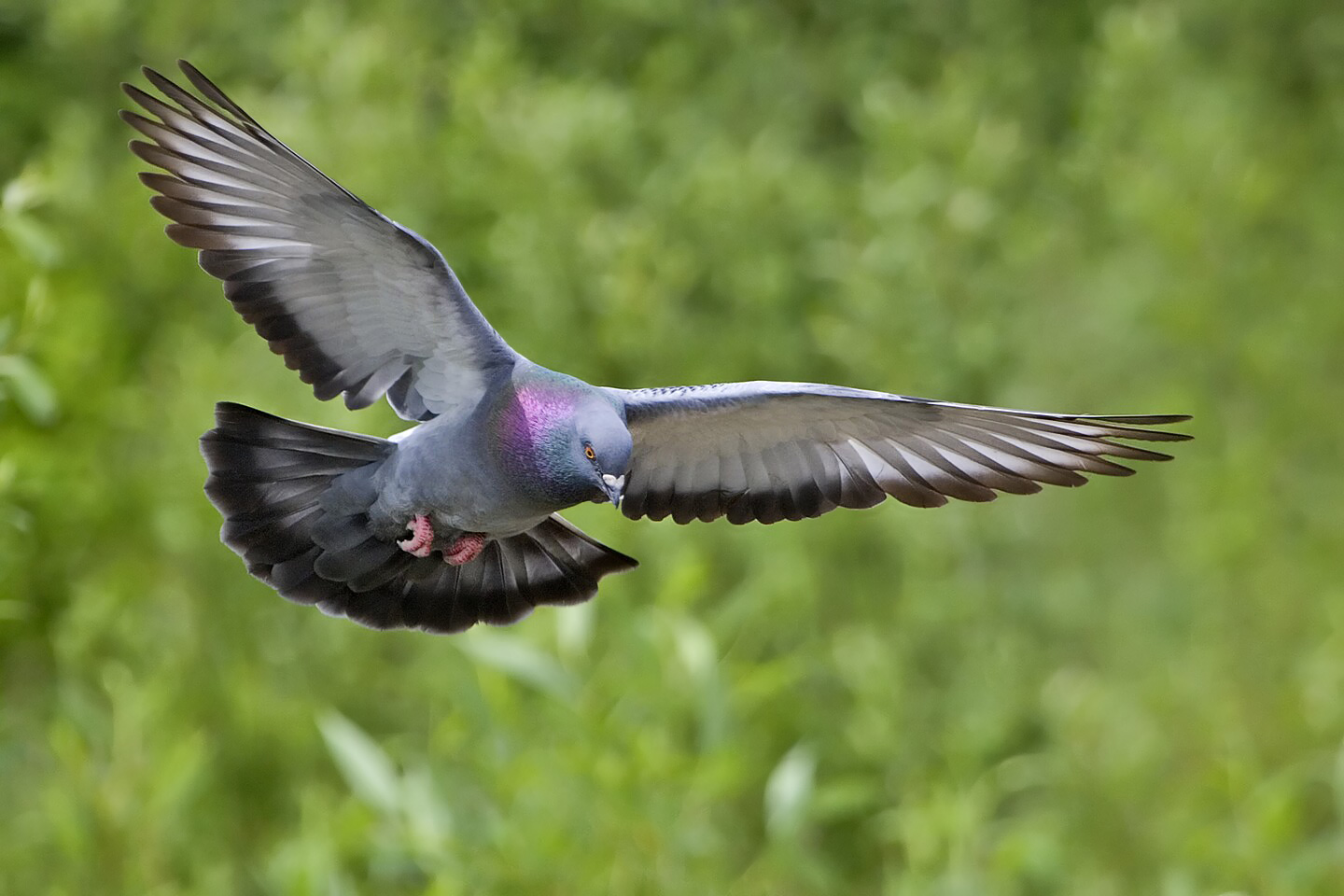
飛翔中（下面）
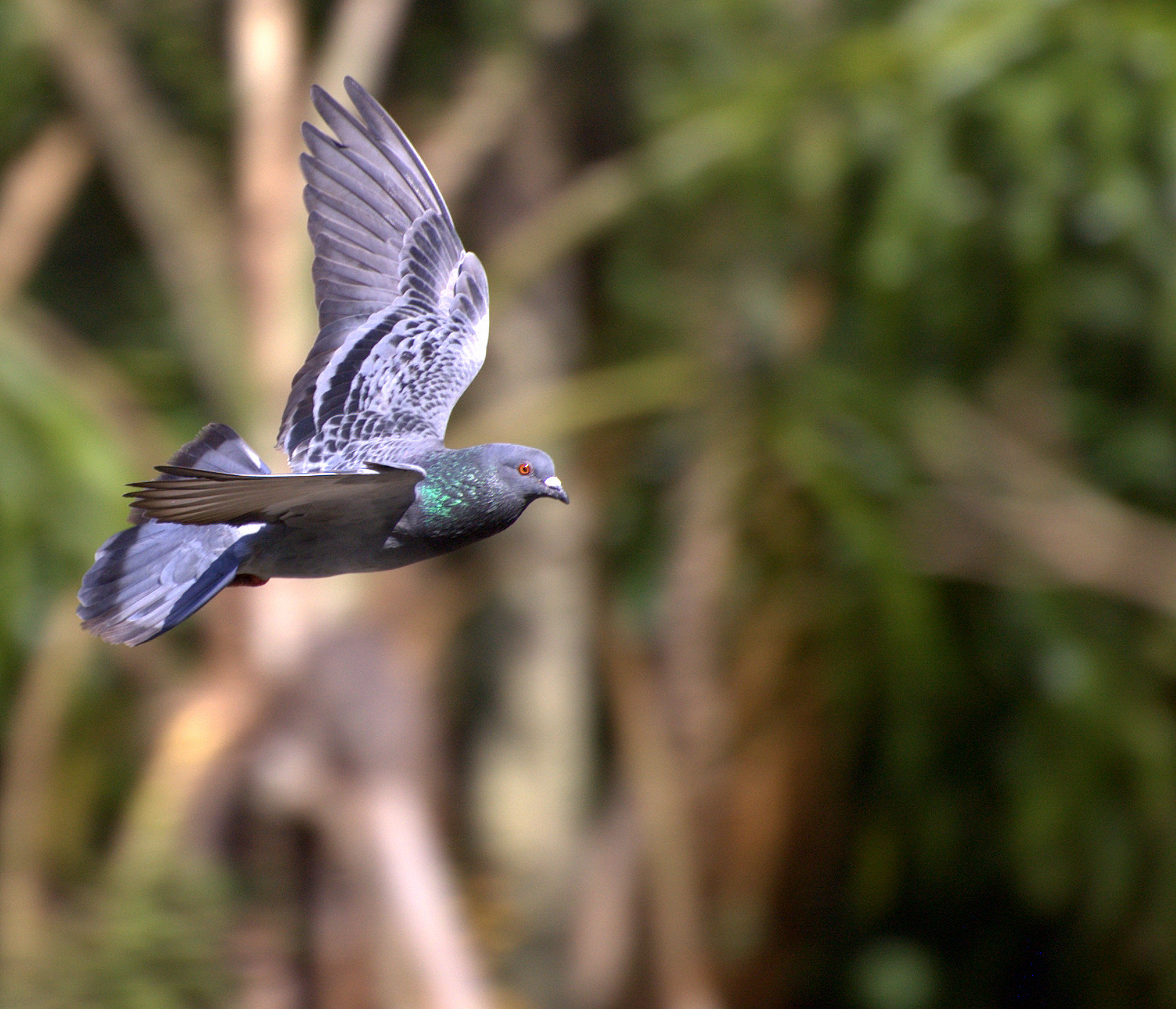
飛翔中（上面）
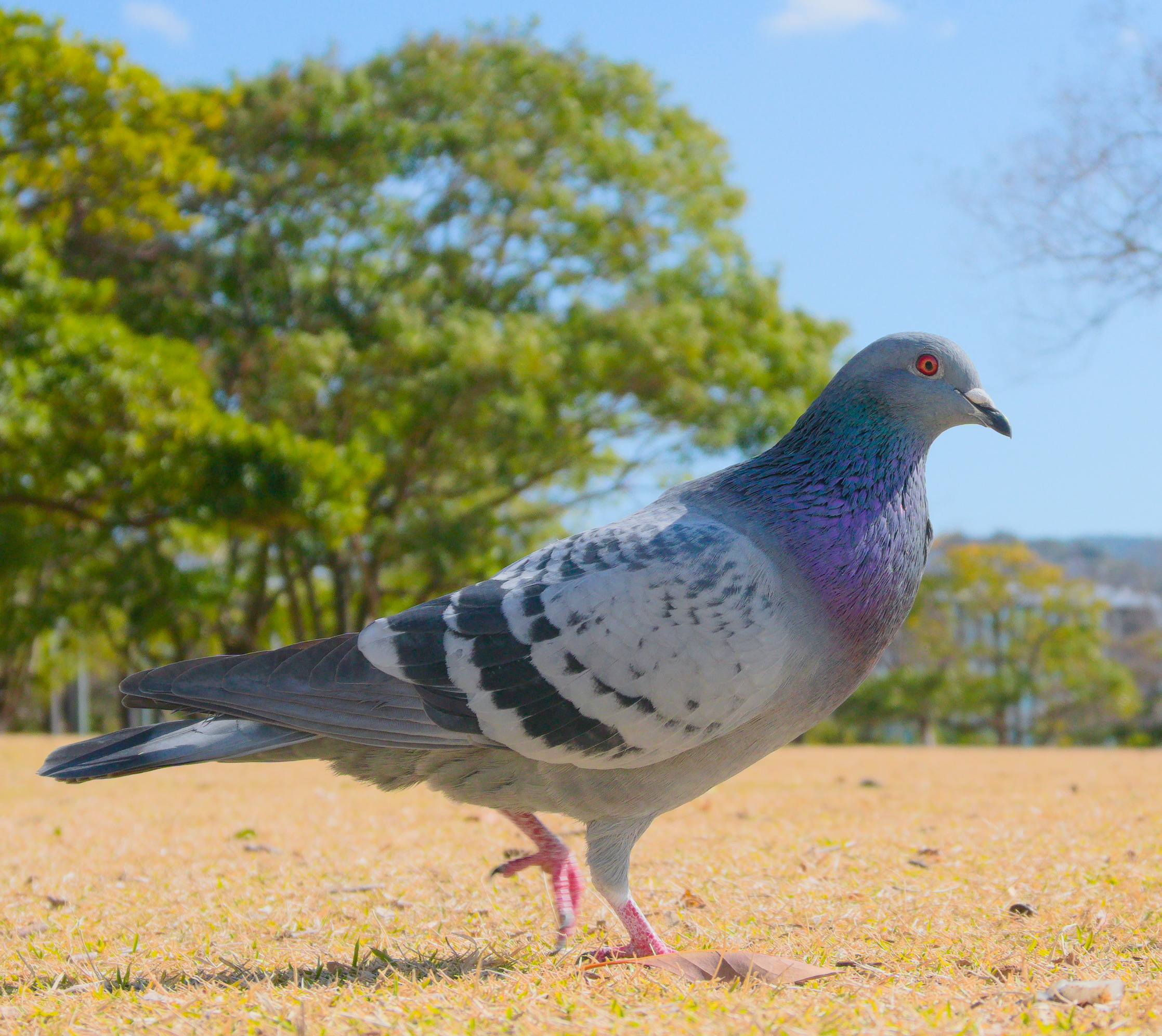
歩行
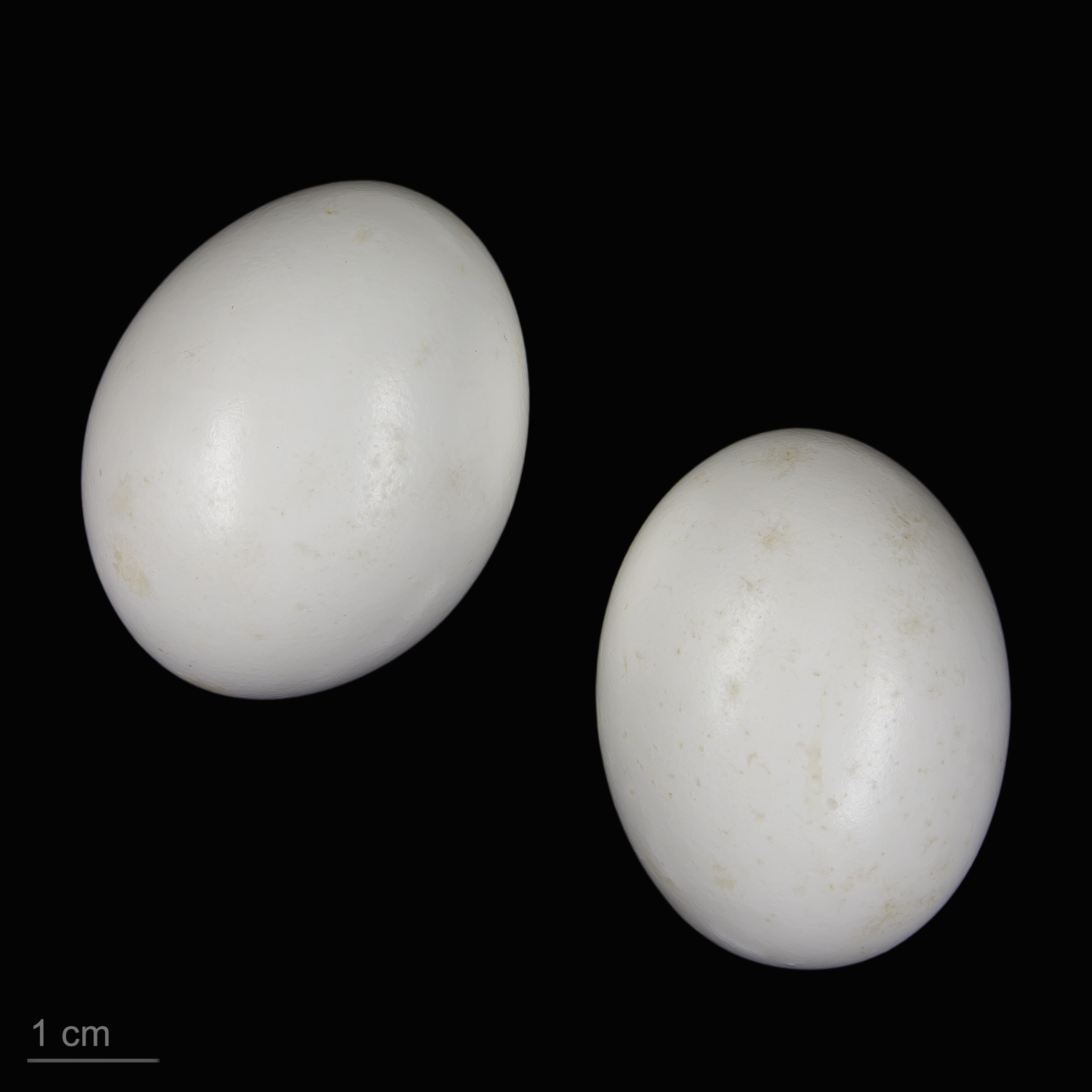
Museum specimen

## 分布
ユーラシア大陸、ヨーロッパを中心に留鳥として世界的に広く分布する。日本では、ほぼ全土で普通に見ることができる。しかし、日本の在来種ではないと考えられている。日本にいつ渡来したかは定かではないが、一説には飛鳥時代、残存する記録では平安時代に「いへばと（鴿）」の語が見られ、「やまばと（鳩）」とは区別されていた。従って、今から1000年以上前に、すでに身近に存在していたものと考えられる。
市街地での環境に適応しており寺社・公園・駅などに多く見られ、都市部では数の増えすぎが社会問題となっている。長らく人間と関わってきた本種は、人間にとても密接した鳥で、工業地面積が増えると出現率は上がり、森林面積が増えると低下することがわかっている。

## 能力
カワラバトは体内時計や太陽コンパス・目の瞬膜の偏光作用などを使って、方向判定と位置測定を行っていると考えられている。この他に地磁気を鋭敏に感知できる生体磁石の能力も持っているといわれており、研究対象になっている。ある研究によれば、嘴の皮膚内に磁鉄鉱を含む微粒子が局在しており、これが磁場の変化を感知する上で重要な役割を果たしている可能性があるという。カワラバトから長年にわたり品種改良された伝書鳩を使って行われる鳩レースでは分速や帰還率が評価されるが、これらは天候のほか太陽風や黒点活動、磁気嵐の影響を受ける。
訓練されたカワラバトは、初めて見る絵の上手い下手を判別したり、クラシック音楽と現代音楽を聞き分けることでも知られている。このため認知科学の実験に応用されることがある。
鳥類には嗅覚が殆どない、又は、あっても重要性は低いと1950年代頃までずっと考えられてきた。しかし、近年、さまざまな科学的実験によって、通説は覆りつつある。中でもカワラバトの場合、地磁気と視覚と嗅覚が複合的に神経連動されている点がクローズアップされている。カワラバトは、上記の磁気データにあわせ視覚的データ、そして、嗅覚のデータを脳で統合し、あたかもひとつの感覚として感じとり、飛行した地形図として記憶している可能性が高いことが明らかになりつつある。

## 人間との関わり
カワラバトは通信手段として先史時代から家禽化されてきたと考えられる。紀元前3000年頃のエジプトでも伝書鳩を利用していた記録が残っている。

これ以外に肉や卵を食料にするため、中東などでは崖のくぼみなどに住み着く性質を利用し、内部がうつろで壁に数か所穴がある塔のようなものを作り、そこに鳩を集めることがあり、古代ユダヤではヘロデ王がこれを建設させたので、こうした鳩を「ヘロデの鳩」とミシュナーの中で呼んでいた。
また、その帰巣性の高さから軍隊での通信手段としても盛んに用いられてきた。イギリス軍は第一次世界大戦で約10万羽、第二次世界大戦に至っては50万羽以上もの軍用鳩を用いた。戦闘で大火傷を負いながらも友軍に辿り着き、勲章を授けられたものさえ存在した。

### 日本のカワラバトの歴史
日本では主に愛玩動物として飼育されていたと考えられるが、カワラバトが渡来したのは今から1500年程前（飛鳥時代）であったと考えられる。カワラバトは古くから八百万神のお使い神と神社で尊ばれ、殺生はご法度、同じく仏閣でも古から魚・鳥等を野に放すことである放生会やエサやりが生類を哀れむ功徳とされ、長年保護され親しまれてきたことから、場所によってはヒトの足を踏むほど無警戒であり、「人間を最も恐れない鳥」とされている。そういったことから「鳩に三枝の礼あり（仔鳩が親の恩を感じ三つ下の枝に止まる故事より、礼儀を重んじることの重要性）」「鳩に豆鉄砲=鳩が豆鉄砲を食ったよう（突然の出来事に呆気にとられる様子）」「鳩を憎み豆を作らぬ（些細なことに拘って肝心なことが疎かになる愚かしさや弊害）」等、昔からの諺でもお馴染みである。
江戸時代、1783年（天明3年）に大阪の相場師・相模屋又市が投機目的のため米相場の情報伝達にカワラバトを利用したとされ、処罰されたという記録が残っている。また、ほぼ同時期の本にカワラバトの帰巣性について「鴿は主人の家を能覚へ居者ゆへ遠方に行くといへとも放つときは必其家に還る」（いえばとは主人の家をよく覚えているもので、遠方に連れて行っても放されると必ずその家に帰還する）の記述が見られる。
幕末に神奈川に滞在したアメリカの宣教師マーガレット・バラは著書「古き日本の瞥見」の中で、1862年の手紙に神奈川の寺にはカワラバトが多く住んでおり、寺の外だけでなく寺の中にまで住んでいることを記載している。さらにカワラバトに与えるための餌を紙袋に入れて売る売店があることも記載している。このことから、江戸時代には既に庶民がハトに餌をやる慣習があったことがわかる。
明治時代以降、カワラバトから長年にわたって品種改良された伝書鳩が欧米より輸入され、新聞社などで利用された。また軍部でも日清戦争や日露戦争、第一次世界大戦から本格的に伝書鳩の研究を開始し、第二次世界大戦では多くの伝書鳩が使われた。
戦後復興期には、伝書鳩を使った鳩レースを行うための協会が設立された。
高度成長時代には伝書鳩の飼育が若年層を中心としてブームとなった。1964年に開催された東京オリンピックの開会式では、セレモニーの一部として伝書鳩達の空に舞い上がる姿が華々しくカラーテレビ中継され、前年開通した衛星中継により世界中に配信された。1969年にピークを迎える飼鳩ブームの火付け役となった出来事と伝えられている。しかし、1970年代も後半になるとブームは収束し、伝書鳩の飼育数は減少に転じた。以降、漸減傾向が続いている。
カワラバトはその他にも、海難犠牲者を発見させる訓練などが行われている。

### カワラバトによる被害
歴史的建造物の汚損などが深刻な問題になることがある。尿（糞の白い部分）は、金属の腐食を促進させる作用がある。またカビの一種であるクリプトコッカス・ネオフォルマンス(Cryptococcus neoformans)が堆積した糞の中で繁殖し、HIV感染者や臓器移植手術のため免疫抑制剤の投与によって免疫力の落ちた人間が吸い込むとクリプトコッカス症にかかる症例が報告されている。そのほかダニなどがいることがあり、人間も被害を受けることがある。さらに、港湾や田畑の食害、工業生産施設における糞が問題になることがある。また、公園、駅、商業施設などで糞による苦情が寄せられることがある。こうした場所では注意書きを掲示したり、後述するような防止策がとられるが、被害を完全に食い止めるには至っていない。
糞害に対する研究を行った金沢大学の廣瀬幸雄が2003年にこの研究結果に対しイグ・ノーベル賞を受賞した。砒素を含む金属合金には、カワラバトが群れないという。

#### 防止策
- 目玉模様の風船をぶら下げたりすることがよく行われる。
- 磁気を嫌う性質から磁石を設置することも行われる。
- カワラバトが集まるところ、営巣しそうなところに針山を設置する。磁石付の針山もよく使われる。
- 網や柵、板などを張って物理的に遮断する方法もしばしば行われる。ただし日本ではかすみ網は禁止されている。
- 木酢酸などの刺激臭のある香料を主体にした忌避剤スプレーも市販されている。
- エアガン等で殺傷したり、卵の撤去、育雛の妨害等は、動物愛護法並びに改正鳥獣保護法において、引き続き原則禁止、違法となるので注意が必要である。

一番効果的な方法は物理的にカワラバトを遮断することである。

### 餌やりの問題

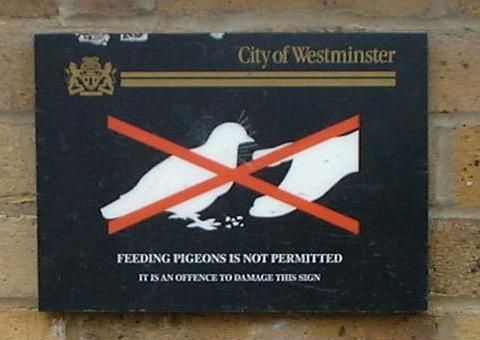
ロンドンのウェストミンスター地区にある餌付けを禁止する看板

カワラバトは人に馴れやすく、群れで繁殖する。このため古くから公園などで鳩に餌を与えることが当たり前のように行われている。繁殖能力が高い鳩は栄養状態に恵まれると年に幾度も繁殖を繰り返し増加し続ける。このため、近年では鳩に餌を与えることを防止するよう呼びかけている地域もあり、荒川区など一部自治体では条例で禁止している。広島市では餌やりの自粛を呼びかけることにより、平和記念公園内の個体数を4分の1にまで減少させることに成功している。
また農薬入りの餌を与えられたと疑われる50羽近いカワラバトの大量死事件が2006年4月に東京都世田谷区の芦花公園で発生した。